# (1480) Aunus
(1480) Aunus – planetoida z grupy pasa głównego asteroid okrążająca Słońce w ciągu 3 lat i 99 dni w średniej odległości 2,2 au. Została odkryta 18 lutego 1938 roku w Obserwatorium Iso-Heikkilä w Turku przez Yrjö Väisälä. Nazwa planetoidy pochodzi od popularnego fińskiego imienia, które nosił wnuk odkrywcy oraz fińskiej nazwy miasta Ołoniec w Karelii. Przed nadaniem nazwy planetoida nosiła oznaczenie tymczasowe (1480) 1938 DK.